# Vuelve a mí (telenovela)
Vuelve a mí es una telenovela estadounidense producida por Telemundo Global Studios para Telemundo, en el 2023. La telenovela es una historia original de Sergio Mendoza y Amaris Páez. Se estrenó a través de Telemundo el 9 de octubre de 2023, retomando el horario que dejó la octava temporada de El Señor de los Cielos para producciones originales, y finalizó el 16 de febrero de 2024.
Está protagonizada por William Levy y Samadhi Zendejas, junto con Kimberly Dos Ramos, Ferdinando Valencia y Rodolfo Salas en los roles antagónicos.

## Trama
Nuria (Samadhi Zendejas), es una mujer de escasos recursos quien emprende una relación con Braulio (Ferdinando Valencia) sin saber que es uno de los dueños de la empresa donde trabaja para poder mantener a su hijo y hermana. Las vidas de los personajes principales se empiezan a entrelazar tras el trágico secuestro de Andrés (André Sebastián), el hijo de Nuria. Su fuerza es solo proporcional al amor que siente por su hijo.
En el momento menos esperado, Santiago (William Levy) llega a su vida para convertirse no solo en el eslabón principal que conecta a la desesperada madre con su hijo secuestrado, sino que también será el gran amor de su vida, y el pilar que mantiene viva su esperanza en un viaje lleno de obstáculos.

## Reparto

### Principales
- William Levy como Santiago Zepeda
- Samadhi Zendejas como Nuria García
- Kimberly Dos Ramos como Liana Corrales
- Ximena Herrera como Amelia San Román
- Ferdinando Valencia como Braulio Zepeda
- Rodolfo Salas como Fausto Meléndez
- Christian de la Campa como Diego Carranza
- Laura Flores como Martha Guevara
- Geraldine Galván como Consuelo García
- Amaranta Ruiz como Rosalía García
- Christian Ramos como Jeremías Montejo «El Chalo»
- Anna Sobero como Aída Jiménez
- Anthony Álvarez como Isidro Sánchez «El Tigre»
- Eduardo Ibarrola como Raymundo
- Ariana Saavedra como Eugenia López
- Diego Klein como Jacinto Bermúdez
- Leonardo Daniel como José María «El Chema»
- Fernando Ciangherotti como Roberto Zepeda
- André Sebastián como Andrés García

### Recurrentes e invitados especiales
- Jorge Luis Pila como Alberto[8]

## Episodios
| N.º | Título                                | Fecha de emisión original | Audiencia (millones) |
| --- | ------------------------------------- | ------------------------- | -------------------- |
| 1   | «El hijo que perdí»                   | 9 de octubre de 2023      | 0.74                 |
| 2   | «Te encontré»                         | 10 de octubre de 2023     | 0.72                 |
| 3   | «La verdad de Braulio»                | 11 de octubre de 2023     | 0.61                 |
| 4   | «La despedida»                        | 12 de octubre de 2023     | 0.65                 |
| 5   | «La mentira crece»                    | 13 de octubre de 2023     | 0.61                 |
| 6   | «Amelia conoce a Andrés»              | 16 de octubre de 2023     | 0.73                 |
| 7   | «Caballo de Troya»                    | 17 de octubre de 2023     | 0.78                 |
| 8   | «Nuevos comienzos»                    | 18 de octubre de 2023     | 0.75                 |
| 9   | «Segundas oportunidades»              | 19 de octubre de 2023     | 0.77                 |
| 10  | «El cordero resultó ser un lobo»      | 20 de octubre de 2023     | 0.68                 |
| 11  | «Poderoso caballero es Don Dinero»    | 23 de octubre de 2023     | 0.79                 |
| 12  | «El ángel que me salvó»               | 24 de octubre de 2023     | 0.79                 |
| 13  | «La traición de Diego»                | 25 de octubre de 2023     | 0.80                 |
| 14  | «Lucero»                              | 26 de octubre de 2023     | 0.76                 |
| 15  | «La vida sigue»                       | 27 de octubre de 2023     | 0.68                 |
| 16  | «Andrés encuentra una familia»        | 30 de octubre de 2023     | 0.64                 |
| 17  | «Roberto descubre la verdad»          | 31 de octubre de 2023     | 0.71                 |
| 18  | «La decepción»                        | 1 de noviembre de 2023    | 0.76                 |
| 19  | «Cría cuervos»                        | 2 de noviembre de 2023    | 0.72                 |
| 20  | «Deuda cobrada»                       | 3 de noviembre de 2023    | 0.68                 |
| 21  | «La hora del matriarcado»             | 6 de noviembre de 2023    | 0.85                 |
| 22  | «Mr. presidente»                      | 7 de noviembre de 2023    | 0.93                 |
| 23  | «La esposa»                           | 8 de noviembre de 2023    | 0.77                 |
| 24  | «¿Quién es Santiago?»                 | 9 de noviembre de 2023    | 0.82                 |
| 25  | «Braulio encuentra a Nuria»           | 10 de noviembre de 2023   | 0.89                 |
| 26  | «Tenemos que hablar»                  | 13 de noviembre de 2023   | 0.88                 |
| 27  | «La obsesión de Liana»                | 14 de noviembre de 2023   | 0.88                 |
| 28  | «Amelia se acerca a la verdad»        | 15 de noviembre de 2023   | 0.93                 |
| 29  | «Andrés es ahora un Zepeda»           | 17 de noviembre de 2023   | 0.86                 |
| 30  | «El triunfo de Liana»                 | 20 de noviembre de 2023   | 0.95                 |
| 31  | «Nuria entre dos hermanos»            | 21 de noviembre de 2023   | 0.68                 |
| 32  | «El final de Nuria y Santiago»        | 22 de noviembre de 2023   | 0.98                 |
| 33  | «Las dudas de Amelia»                 | 24 de noviembre de 2023   | 0.85                 |
| 34  | «Celos, malditos celos»               | 27 de noviembre de 2023   | 0.78                 |
| 35  | «Amelia abre los ojos»                | 28 de noviembre de 2023   | 1.01                 |
| 36  | «La pelea»                            | 29 de noviembre de 2023   | 0.88                 |
| 37  | «El sueño de Andrés»                  | 30 de noviembre de 2023   | 0.91                 |
| 38  | «Martha conoce a su hija»             | 1 de diciembre de 2023    | 0.89                 |
| 39  | «La venganza de Braulio»              | 4 de diciembre de 2023    | 0.89                 |
| 40  | «No se la lleven»                     | 5 de diciembre de 2023    | 0.79                 |
| 41  | «Adiós Tania»                         | 6 de diciembre de 2023    | 0.91                 |
| 42  | «La libertad de Nuria»                | 7 de diciembre de 2023    | 0.88                 |
| 43  | «Nuria no se queda atrás»             | 8 de diciembre de 2023    | 0.83                 |
| 44  | «Mi hijo vive»                        | 11 de diciembre de 2023   | 1.00                 |
| 45  | «Fabián despierta»                    | 12 de diciembre de 2023   | 0.86                 |
| 46  | «Telas podridas»                      | 13 de diciembre de 2023   | 0.94                 |
| 47  | «La pulserita de Andrés»              | 14 de diciembre de 2023   | 1.09                 |
| 48  | «Calladitas no nos vemos más bonitas» | 15 de diciembre de 2023   | 0.85                 |
| 49  | «El Sapo»                             | 18 de diciembre de 2023   | 0.94                 |
| 50  | «Santiago se acerca a la verdad»      | 19 de diciembre de 2023   | 0.93                 |
| 51  | «Juego de poder»                      | 20 de diciembre de 2023   | 0.87                 |
| 52  | «El principio del fin»                | 21 de diciembre de 2023   | 0.96                 |
| 53  | «Las costuras de Braulio»             | 22 de diciembre de 2023   | —                    |
| 54  | «Se derrumba la familia»              | 25 de diciembre de 2023   | —                    |
| 55  | «El presentimiento de Nuria»          | 26 de diciembre de 2023   | —                    |
| 56  | «¿Qué tiene que ver Consuelo?»        | 27 de diciembre de 2023   | —                    |
| 57  | «Santiago descubre la verdad»         | 28 de diciembre de 2023   | —                    |
| 58  | «Bomba de Tiempo»                     | 1 de enero de 2024        | 0.84                 |
| 59  | «La emboscada»                        | 2 de enero de 2024        | 0.97                 |
| 60  | «La venganza de Liana»                | 3 de enero de 2024        | 0.93                 |
| 61  | «Yo sé dónde está tu hijo»            | 4 de enero de 2024        | 0.96                 |
| 62  | «¿Quién es usted?»                    | 5 de enero de 2024        | 0.97                 |
| 63  | «Que te perdone Dios»                 | 8 de enero de 2024        | 0.98                 |
| 64  | «Voy a recuperar a mi hijo»           | 9 de enero de 2024        | 0.91                 |
| 65  | «Yo soy tu madre»                     | 10 de enero de 2024       | 0.96                 |
| 66  | «La hora del Sapo»                    | 11 de enero de 2024       | 0.98                 |
| 67  | «Madre solo hay una»                  | 12 de enero de 2024       | 1.05                 |
| 68  | «El derrumbe de Braulio»              | 15 de enero de 2024       | 1.12                 |
| 69  | «Se quiebra la familia»               | 16 de enero de 2024       | 1.08                 |
| 70  | «No te quiero volver a ver»           | 17 de enero de 2024       | 0.94                 |
| 71  | «Salven a Consuelo»                   | 18 de enero de 2024       | 0.93                 |
| 72  | «Hermanas para siempre»               | 19 de enero de 2024       | 1.01                 |
| 73  | «El juicio»                           | 22 de enero de 2024       | 0.81                 |
| 74  | «La decisión del juez»                | 23 de enero de 2024       | 0.84                 |
| 75  | «Aída»                                | 24 de enero de 2024       | 0.99                 |
| 76  | «El adiós»                            | 25 de enero de 2024       | 0.98                 |
| 77  | «Vas a estar bien»                    | 26 de enero de 2024       | 0.88                 |
| 78  | «El Tigre»                            | 29 de enero de 2024       | 0.98                 |
| 79  | «Mentiras, muertos y engaños»         | 30 de enero de 2024       | 0.94                 |
| 80  | «Otra vez no»                         | 31 de enero de 2024       | 1.02                 |
| 81  | «La prueba»                           | 1 de febrero de 2024      | 0.98                 |
| 82  | «Imposición»                          | 2 de febrero de 2024      | 1.01                 |
| 83  | «Descubrimientos y decisiones»        | 5 de febrero de 2024      | 1.02                 |
| 84  | «El sacrificio de Nuria»              | 6 de febrero de 2024      | 0.95                 |
| 85  | «La última noche»                     | 7 de febrero de 2024      | 1.20                 |
| 86  | «El dolor de una madre»               | 8 de febrero de 2024      | 1.10                 |
| 87  | «Caín y Abel»                         | 9 de febrero de 2024      | 0.94                 |
| 88  | «Fuego que purifica»                  | 12 de febrero de 2024     | 1.11                 |
| 89  | «Una familia a la fuerza»             | 14 de febrero de 2024     | 0.91                 |
| 90  | «En manos de un criminal»             | 15 de febrero de 2024     | 1.10                 |
| 91  | «Siempre juntos»                      | 16 de febrero de 2024     | 1.16                 |

## Producción
El 25 de enero de 2023, la telenovela fue anunciada en el evento 2023 Content Americas, con el título provisional de Hasta encontrarte. El 11 de mayo de 2023, la telenovela fue presentada durante el marco del Up-front de Telemundo para la temporada en televisión 2023-24 y se anunció que el título oficial sería Vuelve a mí. El 18 de mayo de 2023, se publicó una extensa lista de actores en un comunicado de prensa. La producción inició rodaje el 22 de mayo de 2023 en Miami, Estados Unidos.

## Audiencias
| Temporada | Horario (ET/CT)         | Episodios | Primera emisión      | Primera emisión      | Última emisión        | Última emisión       | Prom. de espectadores (millones) |
| Temporada | Horario (ET/CT)         | Episodios | Fecha                | Audiencia (millones) | Fecha                 | Audiencia (millones) | Prom. de espectadores (millones) |
| --------- | ----------------------- | --------- | -------------------- | -------------------- | --------------------- | -------------------- | -------------------------------- |
| 1         | Lunes a viernes 9pm/8c. | 91        | 9 de octubre de 2023 | 0.74                 | 16 de febrero de 2024 | 1.16                 | 0.89                             |